# Joseph Furphy
Joseph Furphy (n. 26 septembrie 1843 – d. 13 septembrie 1912), este considerat „părintele romanului australian”. Cel mai adesea semna cu pseudonimul Tom Collins. A fost unul dintre cei mai populari scriitori din Australia secolului al XIX. Furphy este cunoscut în special pentru cartea sa: Such is Life (1903).